# Хусар, Карой
Ка́рой Ху́сар де Ша́рвар (венг. Károly Huszár de Sárvár; 10 сентября 1882, Нусдорф — 29 октября 1941, Будапешт) — венгерский консервативный политик, журналист. Клерикал, член Христианско-социального движения.

## Биография
После уничтожения Венгерской Советской республики с 24 ноября 1919 по 1 марта 1920 года краткое время был премьер-министром Венгрии, а также в силу должности исполнял обязанности главы Венгерского государства. По инициативе Хусара в Венгрию были приглашены многие видные деятели Белого движения, в частности, барон П. Н. Врангель, А. И. Деникин. Хусар принял активное участие в организации сотрудничества с белым движением, в публикации книг о событиях Гражданской войны в России.
Позднее занимал должность вице-председателя Венгерского парламента. Вице-президент «Католического действия» (1934—1941).